# Torilis ucranica
Torilis ucranica är en växtart i släktet rödkörvlar och familjen flockblommiga växter. Den beskrevs av Kurt Sprengel.

## Utbredning
T. ucranica växer vilt i östra Europa samt i asiatiska Turkiet och i Kaukasus. Den finns även i Tyskland men är inte ursprunglig där. Arten förekommer tillfälligt i Sverige, men reproducerar sig inte.